# Lescheraines
Lescheraines település Franciaországban, Savoie megyében. Lakosainak száma 798 fő (2022. január 1.). Lescheraines Aillon-le-Vieux, Arith, Bellecombe-en-Bauges, Le Châtelard, La Motte-en-Bauges, Le Noyer és Saint-François-de-Sales községekkel határos.

## Népesség
A település népességének változása:
| Lakosok száma | 745  | 773  | 779  | 764  | 773  | 781  | 790  | 788  | 798  |
|               | 2013 | 2015 | 2016 | 2017 | 2018 | 2019 | 2020 | 2021 | 2022 |